# St Lawrence, Kent
St Lawrence är en stadsdel i Ramsgate, i civil parish Ramsgate, i distriktet Thanet, i grevskapet Kent, i England. St Lawrence var en civil parish fram till 1894 när blev den en del av St Lawrence Intra and St Lawrence Extra. Civil parish hade 8 897 invånare år 1891.